# La Périchole

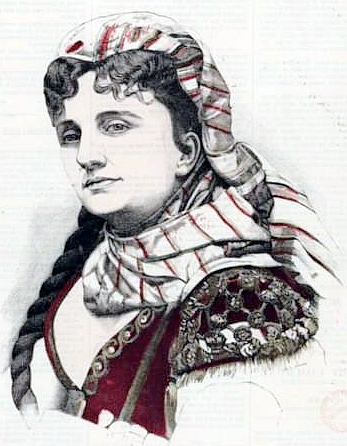
Hortense Schneider als La Périchole

La Périchole is een komische en romantische opéra-bouffe in twee akten (1868), later drie akten (1874) met muziek van componist Jacques Offenbach. Het libretto is van Henri Meilhac en Ludovic Halévy en is gebaseerd op het toneelstuk Le carrosse du Saint-Sacrement van Prosper Mérimée, dat op zijn beurt was gebaseerd op de historische persoon van La Perricholi (artiestennaam van Maria Micaela Villegas Hurtado). 

## Korte samenvatting
De onderkoning van Peru wordt verliefd op een arme straatzangeres. Hij overtuigt haar zijn maîtresse te worden, ook al moet ze daarvoor haar geliefde partner in de steek laten. Uiteindelijk ziet de onderkoning zijn fout in, en komt het oorspronkelijke paar weer samen.

## Rolverdeling
| Naam, rol                                                                   | Stemtype     | Vertolkers bij de première op 6 oktober 1868, (Dirigent: Jacques Offenbach) | Vertolkers bij de herziene versie op 25 april 1874, (Dirigent: Jacques Offenbach) |
| --------------------------------------------------------------------------- | ------------ | --------------------------------------------------------------------------- | --------------------------------------------------------------------------------- |
| La Périchole, straatzangeres                                                | mezzosopraan | Hortense Schneider                                                          | Hortense Schneider                                                                |
| Piquillo, straatzanger                                                      | tenor        | José Dupuis                                                                 | José Dupuis                                                                       |
| Don Andrès de Ribeira, onderkoning van Peru                                 | bariton      | Pierre-Eugène Grenier                                                       | Pierre-Eugène Grenier                                                             |
| Don Miguel de Panatellas, eerste slaapkamerheer                             | tenor        | Christian Perrin                                                            | Louis Baron                                                                       |
| Don Pedro de Hinoyosa, burgemeester van Lima                                | bariton      | Lecomte                                                                     | Léonce                                                                            |
| Guadalena, eerste nicht                                                     | sopraan      | Legrand                                                                     | J Grandville                                                                      |
| Berginella, tweede nicht                                                    | sopraan      | Carlin                                                                      | Lina Bell                                                                         |
| Mastrilla, derde nicht                                                      | mezzosopraan | C. Renault                                                                  | Schweska                                                                          |
| The Marquis de Tarapote, lord chancellor                                    | spreekrol    | Charles Blondelet                                                           | Charles Blondelet                                                                 |
| Manuelita, hofdame                                                          | sopraan      | Julia H                                                                     | Martin                                                                            |
| Ninetta, hofdame                                                            | sopraan      | Bénard                                                                      | Valpré                                                                            |
| Brambilla, hofdame                                                          | mezzosopraan | Gravier                                                                     | Lavigne                                                                           |
| Frasquinella, hofdame                                                       | mezzosopraan | A Latour                                                                    | Julia                                                                             |
| Eerste notaris                                                              | tenor        | Bordier                                                                     | Bordier                                                                           |
| Tweede notaris                                                              | tenor        | Horton                                                                      | Monti                                                                             |
| Eerste drinker (1868)                                                       | tenor        | Videix                                                                      | –                                                                                 |
| Tweede drinker (1868)                                                       | tenor        | Halserc                                                                     | –                                                                                 |
| Twee mannen (1868)                                                          | –            | –                                                                           | –                                                                                 |
| Een courtisane (1868)                                                       | –            | –                                                                           | –                                                                                 |
| Een deurwaarder (1868)                                                      | –            | –                                                                           | –                                                                                 |
| Le Marquis de Satarem, oude gevangene (1874)                                | spreekrol    | –                                                                           | D Bac                                                                             |
| Cipier (1874)                                                               | spreekrol    | –                                                                           | Coste                                                                             |
| Koor: menigte, drinkers, showmannen; Ladies en Lords van het hof; soldaten. |              |                                                                             |                                                                                   |

Ba-ta-clan (1855) · 
Les deux aveugles (1855) ·
La bonne d'enfant (1856) ·
Le mariage aux lanternes (1857) ·
Orphée aux Enfers (1858) · 
Geneviève de Brabant (1859) ·
Daphnis et Chloé (1860) ·
M. Choufleuri restera chez lui le ... (1861) · 
Le pont des soupirs (1861) · 
La belle Hélène (1864) · 
Barbe-bleue (1866) · 
La vie parisienne (1866) ·
La Grande-Duchesse de Gérolstein (1867) · 
Robinson Crusoé (1867) · 
L'île de Tulipatan (1868) · 
La Périchole (1868) ·
Les brigands (1869) ·
Pomme d'Api (1873) ·
Bagatelle (1874) ·
Le voyage dans la lune (1875) ·
Madame Favart (1878) · 
La fille du tambour-major (1879) ·
Les contes d'Hoffmann (1880—onvoltooid)